# Campionati italiani invernali di nuoto 2010
I 13. Campionati italiani invernali di nuoto si sono svolti a Riccione, tra il 22 e il 23 dicembre 2010. In palio 34 titoli italiani individuali e 4 staffette.

## Podi

### Uomini
| Evento              | Oro                                                                                    | Tempo    | Argento                                                                                             | Tempo    | Bronzo                                                                                  | Tempo    |
| Stile libero        |                                                                                        |          | |          |                                                                                         |          |
| 50 m                | Luca Dotto                                                                             | 21.38    | Federico Bocchia                                                                                    | 21.94    | Lucio Spadaro                                                                           | 21.97    |
| 100 m               | Luca Dotto                                                                             | 46.85    | Christian Galenda                                                                                   | 47.71    | Michele Santucci                                                                        | 47.92    |
| 200 m               | Filippo Magnini                                                                        | 1'44.60  | Cesare Sciocchetti                                                                                  | 1'45.84  | Gianluca Maglia                                                                         | 1'45.89  |
| 400 m               | Federico Colbertaldo                                                                   | 3'44.34  | Cesare Sciocchetti                                                                                  | 3'45.52  | Emiliano Brembilla                                                                      | 3'46.92  |
| 1500 m              | Federico Colbertaldo                                                                   | 14'42.66 | Luca Ferretti                                                                                       | 14'45.14 | Samuel Pizzetti                                                                         | 14'48.71 |
| Dorso               |                                                                                        |          | |          |                                                                                         |          |
| 50 m                | Damiano Lestingi                                                                       | 24.12    | Mirco Di Tora                                                                                       | 24.40    | Matteo Milli                                                                            | 24.55    |
| 100 m               | Damiano Lestingi                                                                       | 51.94    | Matteo Milli                                                                                        | 53.05    | Mirco Di Tora                                                                           | 53.06    |
| 200 m               | Damiano Lestingi                                                                       | 1'53.62  | Matteo Giordano                                                                                     | 1'54.23  | Sebastiano Ranfagni                                                                     | 1'55.28  |
| Rana                |                                                                                        |          | |          |                                                                                         |          |
| 50 m                | Fabio Scozzoli                                                                         | 26.62    | Nicolò Ossola                                                                                       | 26.84    | Andrea Toniato                                                                          | 27.45    |
| 100 m               | Fabio Scozzoli                                                                         | 58.60    | Nicolò Ossola                                                                                       | 59.33    | Edoardo Giorgetti                                                                       | 59.55    |
| 200 m               | Edoardo Giorgetti                                                                      | 2'08.51  | Loris Facci                                                                                         | 2'08.94  | Francesco Di Lecce                                                                      | 2'09.37  |
| Farfalla            |                                                                                        |          | |          |                                                                                         |          |
| 50 m                | Paolo Facchinelli                                                                      | 23.50    | Mattia Nalesso                                                                                      | 23.79    | Marco Belotti                                                                           | 23.85    |
| 100 m               | Lorenzo Benatti                                                                        | 52.42    | Paolo Facchinelli                                                                                   | 52.45    | Marco Belotti                                                                           | 52.53    |
| 200 m               | Niccolò Beni                                                                           | 1'55.61  | Francesco Pavone                                                                                    | 1'56.11  | Marco Belotti                                                                           | 1'56.14  |
| Misti               |                                                                                        |          | |          |                                                                                         |          |
| 100 m               | Fabio Scozzoli                                                                         | 53.87    | Federico Turrini                                                                                    | 54.44    | Stefano Mauro Pizzamiglio                                                               | 54.86    |
| 200 m               | Federico Turrini                                                                       | 1'57.42  | Cesare Sciocchetti                                                                                  | 1'58.78  | Claudio Fossi                                                                           | 1'58.95  |
| 400 m               | Federico Turrini                                                                       | 4'11.10  | Claudio Fossi                                                                                       | 4'12.03  | Luca Marin                                                                              | 4'14.32  |
| Staffette           |                                                                                        |          | |          |                                                                                         |          |
| 4x50 m stile libero | Larus Nuoto Michele Santucci Filippo Magnini Marko Macciola Filippo Barbacini          | 1'28.20  | Gruppo Sportivo Fiamme Oro Roma Stefano Mauro Pizzamiglio Luca Leonardi Andrea Savino Mirco Di Tora | 1'28.69  | Gruppo Sportivo Forestale Luca Dotto Nicolò Ossola Francesco Giordano Luca Angelo Dioli | 1'29.44  |
| 4x50 m misti        | Centro Sportivo Esercito Niccolò Beni Fabio Scozzoli Federico Turrini Federico Bocchia | 1'36.26  | Circolo Canottieri Aniene Damiano Lestingi Edoardo Giorgetti Marco Belotti Lorenzo Benatti          | 1'36.59  | Gruppo Sportivo Forestale Matteo Giordano Nicolò Ossola Luca Angelo Dioli Luca Dotto    | 1'37.15  |

### Donne
| Evento              | Oro                                                                                      | Tempo   | Argento                                                                                    | Tempo   | Bronzo                                                                                | Tempo   |
| Stile libero        |                                                                                          |         |                                                                                            |         |                                                                                       |         |
| 50 m                | Erika Ferraioli                                                                          | 25.00   | Erica Buratto                                                                              | 25.39   | Elena Di Liddo                                                                        | 25.56   |
| 100 m               | Erika Ferraioli                                                                          | 54.36   | Chiara Masini Luccetti                                                                     | 54.46   | Giada Trentin                                                                         | 55.37   |
| 200 m               | Federica Pellegrini                                                                      | 1'55.35 | Chiara Masini Luccetti                                                                     | 1'57.65 | Alice Nesti                                                                           | 1'58.10 |
| 400 m               | Chiara Masini Luccetti                                                                   | 4'07.02 | Martina De Memme                                                                           | 4'09.18 | Alice Nesti                                                                           | 4'09.62 |
| 800 m               | Martina Rita Caramignoli                                                                 | 8'26.42 | Martina De Memme                                                                           | 8'32.16 | Rachele Bruni                                                                         | 8'37.16 |
| Dorso               |                                                                                          |         |                                                                                            |         |                                                                                       |         |
| 50 m                | Alessia Polieri                                                                          | 27.65   | Elena Gemo                                                                                 | 27.67   | Arianna Barbieri                                                                      | 27.77   |
| 100 m               | Laura Letrari                                                                            | 59.44   | Arianna Barbieri                                                                           | 59.53   | Carlotta Zofkova                                                                      | 1'00.29 |
| 200 m               | Alessia Filippi                                                                          | 2'08.53 | Roberta Ioppi                                                                              | 2'08.94 | Arianna Barbieri                                                                      | 2'09.18 |
| Rana                |                                                                                          |         |                                                                                            |         |                                                                                       |         |
| 50 m                | Livia Travaglini                                                                         | 31.68   | Sara Damiani                                                                               | 31.82   | Martina Carraro                                                                       | 31.98   |
| 100 m               | Chiara Boggiatto                                                                         | 1'08.15 | Ilaria Scarcella                                                                           | 1'08.56 | Erica Donadon                                                                         | 1'09.00 |
| 200 m               | Chiara Boggiatto                                                                         | 2'24.21 | Giulia De Ascentis                                                                         | 2'27.35 | Carlotta Toni                                                                         | 2'27.43 |
| Farfalla            |                                                                                          |         |                                                                                            |         |                                                                                       |         |
| 50 m                | Elena Di Liddo                                                                           | 26.40   | Ilaria Bianchi                                                                             | 26.82   | Chiara Mazzoni                                                                        | 27.64   |
| 100 m               | Alessia Polieri                                                                          | 58.26   | Caterina Giacchetti                                                                        | 58.83   | Francesca Segat                                                                       | 59.20   |
| 200 m               | Alessia Polieri                                                                          | 2'06.03 | Caterina Giacchetti                                                                        | 2'06.43 | Silvia Meschiari                                                                      | 2'10.31 |
| Misti               |                                                                                          |         |                                                                                            |         |                                                                                       |         |
| 100 m               | Laura Letrari                                                                            | 1'01.09 | Alessia Polieri                                                                            | 1'01.73 | Marussia Pietrocola                                                                   | 1'02.24 |
| 200 m               | Francesca Segat                                                                          | 2'11.44 | Stefania Pirozzi                                                                           | 2'13.05 | Erica Buratto                                                                         | 2'13.55 |
| 400 m               | Stefania Pirozzi                                                                         | 4'43.04 | Susanna Negri                                                                              | 4'46.11 | Valentina Pompili                                                                     | 4'47.40 |
| Staffette           |                                                                                          |         |                                                                                            |         |                                                                                       |         |
| 4x50 m stile libero | Circolo Canottieri Aniene Gigliola Tecchio Elena Di Liddo Elena Gemo Federica Pellegrini | 1'41.29 | Plain Team Veneto Silvia Copetta Giada Trentin Aglaia Pezzato Alice Carpanese              | 1'42.39 | Centro Sportivo Esercito Erika Ferraioli Martina De Memme Silvia Florio Laura Letrari | 1'42.78 |
| 4x50 m misti        | Circolo Canottieri Aniene Elena Gemo Ombretta Plos Elena Di Liddo Federica Pellegrini    | 1'51.06 | Centro Sportivo Esercito Valentina De Nardi Chiara Boggiatto Laura Letrari Erika Ferraioli | 1'51.41 | Rane Rosse Aqvasport Elisa Apostoli Michela Guzzetti Ludovica Leoni Valentina Lobbia  | 1'53.45 |